# Srednja Kanomlja
Srednja Kanomlja – wieś w Słowenii, w gminie Idrija. W 2018 roku liczyła 155 mieszkańców.